# Source Direct

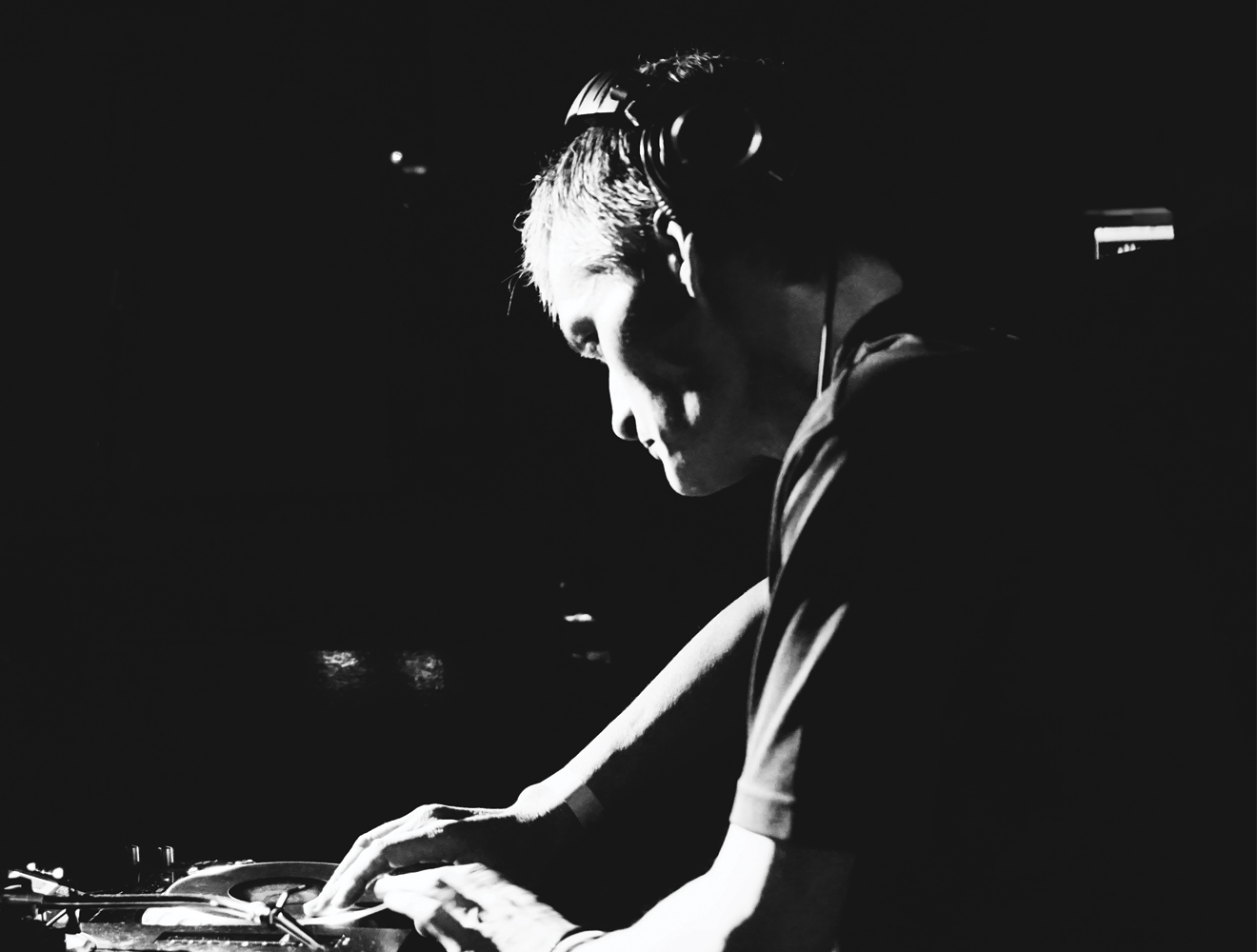
Concert de Source Direct en 2018.

Source Direct est un groupe de musique électronique associé aux sous-genres drum and bass et jungle. Originaire de St Albans en Angleterre, il était composé de Jim Baker et Phil Aslett, jusqu'au départ de ce dernier pour divergence musicales  en 1999. Source Direct est souvent comparé à certains artistes de drum and bass ambiente tels que LTJ Bukem et beaucoup d'autres artistes du label Good Looking Records, mais leur travail se distingue par un paysage sonore bien plus sombre, avec une volonté de mettre en emphase des rythmes percutants et rapides, en utilisant des techniques musicales communes au genre comme la syncope notamment.
Source Direct a produit des singles pour plusieurs labels : Metalheadz, Basement, Certificate 18, Odysee, Street Beats, Good Looking Records, ainsi que pour leur propre label, Source Direct Recordings. Ils ont aussi publié sous d'autres pseudonymes, comme Intensity, Sounds of Life, Oblivion, Mirage et Hokusai.

## Discographie

### Albums
- 1997 : Controlled Developments (Virgin)
- 1999 : Exorcise the Demons (Virgin)

### Singles
- 1994 : Future London/Shimmer (Odysee)
- 1995 : A Made Up Sound/The Cult (Metalheadz)
- 1995 : Approach & Identify/Modem (Source Direct)
- 1995 : Different Groove/Stars (Odysee)
- 1995 : Fabric of Space/Bliss (Source Direct)
- 1995 : Snake Style/Exit 9 (Source Direct)
- 1996 : Black Rose/12 Til 4 (Source Direct)
- 1996 : Stonekiller/Web of Sin (Metalheadz)
- 1996 : The Crane/Artificial Barriers (Source Direct)
- 1997 : Call & Response/Computer State (Virgin)
- 1997 : Capital D/Enemy Lines (Virgin)
- 1997 : Two Masks/Black Domina (Virgin)
- 1998 : Concealed Identity (Virgin)
- 1998 : Mind Weaver (Virgin)
- 1998 : Technical Warfare (Virgin)
- 2001 : Snowblind/The Place (Demonic)
- 2001 : Sub One/Escape From Cairo (Demonic)
- 2001 : Yo Bitch!/Pimp Star (Demonic)

## Source Direct dans les autres media
- Leur morceau Call & Response est apparu en 1998 dans une scène du film Blade, dans lequel le morceau est entendu dans les écouteurs du méchant, Deacon Frost (Stephen Dorff), alors qu'il parcourt les archives d'une bibliothèque. Le morceau ne sera pas listé dans la bande originale du film bande originale.
- Le morceau 2097 a été composé spécialement pour le jeu Wipeout 2097, sorti sur PlayStation en 1997.